# Chrematonimia
Chrematonimia (gr. chrema, chrematos „rzecz, przedmiot, towar”) – nauka, której przedmiotem badań są nazwy własne niektórych wytworów przemysłowych, rękodzielniczych, jednostkowych i seryjnych, które nie są trwale związane z określonym krajobrazem, tzw. chrematonimy. Jest to najbardziej dyskusyjny dział onomastyki.
Chrematonimy oznaczają pojedyncze, mające swoje cechy charakterystyczne wytwory ręki ludzkiej. Ich wyróżnikiem jest odniesienie do serii identycznych z założenia przedmiotów (mnogość jednorodna), a jednocześnie do poszczególnych okazów tej serii.
Czesław Kosyl w 1993 roku twierdził, iż do chrematonimów niesłusznie są zaliczane nazwy własne obiektów jak kina, teatry, wille, domy wczasowe, lokale gastronomiczne i handlowe, zakłady przemysłowe, jednostki wojskowe czy nazwy zespołów muzycznych. Wyróżnił natomiast najczęściej spotykane obiekty obdarzone chrematonimami: wyroby cukiernicze, drogeryjne, używki, środki transportu, niektóre rodzaje broni i obiekty wojskowe, sprzęt gospodarstwa domowego oraz audiowizualny a także kamienie szlachetne.
Obecnie w centrum badań chrematonimistów znajduje się coraz więcej obiektów kultury materialnej. Przedmiotem dyskusji jest kwestia, czy chrematonimia ma obejmować nazwy obiektów niezwiązanych trwale z krajobrazem. Hotel czy dom wczasowy wrasta w krajobraz, ale restauracja czy sklep obuwniczy mogą mieścić się w budynku, w którym znajdują się także inne instytucje. Zwoliński w obrębie chrematonimów pozostawia nazwy przedsiębiorstw, fabryk, instytucji, firm i nazwy towarów.  O nazwach sklepów mówi się niekiedy, że są to mikrotoponimy.  E. Breza proponował wspólny termin na określenie nazw firmowych, fabrycznych, nazw instytucji i przedsiębiorstw – uniwersonimy (od łac. universus, -a, -um „powszechny”).
Nazwami własnymi zajmuje się nauka o nazwach własnych, inaczej onomastyka (gr. onoma „nazwa”). Nazwy własne są bogactwem każdego narodu, gdyż kryją w sobie wiedzę o jego historii politycznej i społecznej, o historii kultury i religii, właściwościach i krajobrazie ziemi rodzinnej, o związkach z innymi krajami, a także o działaniach,dążeniach, a nawet emocjach ludzi, jak również o realiach życia oraz ludzkich wartościach. Pierwszymi utrwalonymi na piśmie wyrazami polskimi w XII w. były właśnie nazwy własne osób, miejscowości i rzek. W języku polskim nazwy własne pisane są wielką literą. Onomastyka jest działem językoznawstwa. Jej celem jest objaśnienie pochodzenia nazw własnych, ich budowy językowej, znaczeń, jakie wyrażały lub wyrażają, badanie ich historii oraz ewolucji systemu nazewniczego, wreszcie sposobu funkcjonowania w języku i społeczeństwie dawniej i dziś. Dla współczesnego użytkownika nazwy własne są w większości wyrazami nie posiadającymi znaczenia. Powstały one jednak jako jednostki językowe znaczące. Poprzez rozległe i dogłębne badania można ujawnić bogactwo faktograficzne i kulturoznawcze, które nazwy własne zawierają, będąc współcześnie jednostkami służącymi tylko do identyfikacji indywidualnych osób, miejscowości i innych obiektów. Ich źródłem były w czasach historycznych, a niekiedy i są obecnie, wyrazy pospolite oraz obce nazwy własne, które zostały przyswojone przez język i kulturę polską.
Teoria nazw własnych zakłada istnienie obszaru przejściowego między nazwami własnymi a wyrazami pospolitymi. Wytyczenie zakresu nazw własnych nastręcza szereg problemów i wątpliwości. Granice tej kategorii z wyrazami pospolitymi są często rozmyte. Można mówić o istnieniu kategorii przejściowej, do której należą przypuszczalnie nazwy instytucji, organizacji, nazwy firmowe. Również w obrębie klas nazw własnych można wyróżnić poszczególne szczeble onomatyzacji, zależnie od stopnia wyrazistości znaczenia etymologicznego oraz od obecności lub braku pozajęzykowej, realnej motywacji uniwersonimów.  Znaczna część nazw własnych jest w początkowej fazie swojego rozwoju nie do końca zdefiniowana. Wątpliwości rodzą się głównie w takich wypadkach, kiedy:
- nazwa zachowuje swoją realną motywację, a zatem posiada ściśle określony zakres znaczeniowy, związany ze znaczeniem pierwotnym, choć jej znaczenie może być w każdej chwili aktualizowane, np.: Matrix, Fryzzela, Galeo, Intermark, U Karola,
- nazwa posiada wiele znaczeń, które mogą się szybko zmieniać, bez wyraźnego związku z pierwotnym znaczeniem, np.: Forest, Kafelek, Klan, Panorama, Krzyżówka.

Istnieniu wielu desygnatów sprzyja wytwarzanie się odpowiedniej strefy pojęciowej. Oznacza to, że ze względu na zakres użycia nazwy zbliżają się do wyrazów pospolitych i mogą być traktowane jako kategoria przejściowa między nazwami własnymi a pospolitymi. Ma to swoje odbicie w regułach ortograficznych, zalecających stosowanie dużej litery w takich wypadkach, gdy chodzi o nazwę firmy lub markę.  Nazwy własne nie stanowią kategorii jednolitej pod względem formalnym i funkcjonalnym. Granica tej kategorii z wyrazami pospolitymi nie jest wyraźna, dzięki czemu istnieje możliwość przechodzenia wyrazów i zapożyczenia morfemów z jednej kategorii do drugiej. Jak się wydaje, zasadnicza różnica między nazwami własnymi i pospolitymi tkwi w sferze denotacji, ograniczeniu związku denotacyjnego nazwy własnej do jednego desygnatu w rzeczywistości pozajęzykowej – nazwy firm.
E. Jakus-Borkowa uznała, że nie można wykreślić zdecydowanej granicy pomiędzy nomen apellativum a nomen prioprium, bowiem istnieje między nimi szeroki pas przejściowy i wiele określeń oscyluje pomiędzy tymi działaniami językowymi, będąc formami z pogranicza.  Według autorki są to nazwy instytucji, organizacji oraz zakładów pracy, tytuły utworów literackich, nazwy filmów, dzieł sztuki, wyrobów i towarów przemysłowych. H. Górnowicz napisał, że istnieją kategorie przejściowe między nomina priopria i nomina appellativa, do których należą – nazwy seryjnych wyrobów przemysłowych czy nazwy nagłówków prasowych.
Nazwy własne, w przeciwieństwie do wyrazów pospolitych, mają jeden desygnat (denominat) albo – co dotyczy ogromnej większości nazw – mają desygnatów więcej, ale nie stanowią one żadnej klasy. Nazwa firmowa posiada wiele desygnatów – odnosi się do całej serii przedmiotów markowych, asygnowanych nazwą firmową. Ze względu na szczególny zakres użycia nazwy te zbliżają się do wyrazów pospolitych i z tej perspektywy mogą być traktowane jako kategoria przejściowa.
Nazwa własna posiada znaczenie jednostkowe, pospolita zaś grupowe. Fakt ten nie przyczynia się do ustalenia właściwego miejsca nazwy firmowej na linii nazwa pospolita – nazwa własna. Opozycja rodzajów znaczeń tworzy trójczłonowy układ. Istnieją stałe możliwości przechodzenia nazw gatunkowych do nazw jednostkowych i odwrotnie. Funkcja nominatywna  zacieśnia związek pomiędzy nazwami własnymi i firmowymi.